# Cyril Arthur Lyon
Cyril Arthur Lyon, britanski general, * 1880, † 1955.